# Olivier Rouyer
Olivier Rouyer (n. 1 de diciembre de 1955, Nancy Meurthe-et-Moselle) es un exfutbolista y entrenador francés. También es comentarista de fútbol de la cadena de pago Canal+.

## Biografía
Jugador de la AS Nancy Lorraine, fue compañero de Platini en dicho equipo en la temporada 1973-1974. Siendo el extremo más rápido de su generación, los hinchas del AS Nancy Lorraine lo apodaron la rouille o la flèche (la flecha). Con la selección francesa de fútbol disputó 17 partidos entre 1976-1981, aprovechando las lesiones del extremo derecho titular de Francia Dominique Rocheteau; así fue seleccionado por primera vez el 9 de octubre de 1976, para jugar en Sofía un partido contra Bulgaria (2-2), para la clasificación de la Copa Mundial de Fútbol. Su gol que dio la victoria a Francia contra Alemania el 23 de febrero de 1977 aún ese recuerda. Con la clasificación de Francia, participó en la Copa Mundial de Fútbol de 1978 que se disputó en Argentina.
Con el Nancy ganó la Copa de Francia en 1978 y se convirtió en capitán del equipo en 1979. Pero su carrera sufre un parón por culpa de una fractura de tibia. En 1981, es transferido al Racing Estrasburgo por tres temporadas. Finaliza su carrera de jugador en el Olympique de Lyon, con el que jugó las temporadas del 1984 al 1986.
Volvió al Nancy como entrenador del centro de formación, tras lo que entrenó al primer equipo durante tres años. Tras su etapa de entrenador fichó como comentarista deportivo en Canal+ donde se destacó por su risa y su dificultad para pronunciar el nombre de algunos jugadores como el de Luyindula, al punto de, por ejemplo, confundir los nombres de Malouda y Maoulida. También es propietario del bar « Le Pinocchio», situado en la plaza Saint-Epvre en Nancy.
También hace una aparición como comentarista en la versión francesa del videojuego FIFA 2003, comenta igualmente la Ligue 1 para Foot+.
En el diario francés L'Équipe Magazine del 16 de febrero de 2008, afirmó ser homosexual y vivir su sexualidad abiertamente desde su llegada a Estrasburgo en 1981. Según declaró ese fue el motivo que le costó el puesto de entrenador en el AS Nancy Lorraine en 1994.
En julio de 2011, cuando hacía 25 años que acabó su carrera como futbolista, festejó la fecha en el campo del Nancy con antiguos compañeros y personalidades del fútbol francés como Zidane, Didier Deschamps, Dominique Rocheteau, Fabien Barthez o Michel Platini.

## Carrera como jugador
- 1973-1974: AS Nancy-Lorraine
- 1974-1975: ECAC Chaumont
- 1975-1981: AS Nancy-Lorraine
- 1981-1984: RC Strasbourg
- 1984-1986: Olympique de Lyon
- 1986-1988: FCO Neudorf
- 1988-1990: FC Strasbourg Koenigshoffen 06

## Carrera como entrenador
- octubre de 1991-1994: AS Nancy-Lorraine
- marzo-julio de 1999: FC Sion

## Palmarés
- 17 veces internacional con la Selección francesa de fútbol, 2 goles.
- 287 partidos en Primera División, 84 goles.
- Medalla de plata en los Juegos Mediterráneos de 1975 en Argel.
- Vencedor de la Copa de Francia 1977-1978 con el AS Nancy-Lorraine.
- Cuartofinalista en los Juegos Olímpicos de 1976 en Montreal.
- Participación en la Copa Mundial de Fútbol de 1978 en Argentina.